# Weliton Prado
Weliton Fernandes Prado (Uberlândia, 24 de agosto de 1975) é repórter fotográfico e político brasileiro, filiado ao Solidariedade. Atualmente é deputado federal por Minas Gerais.

## Carreira
Foi vereador em 2000, com votação em Uberlândia. Em 2002, foi eleito o deputado estadual do PT. Foi reeleito em 2006. Concorreu a prefeito em 2008 às eleições municipais ocorridas no Município de Uberlândia, onde com 107.000 votos foi derrotado. Em outubro de 2010 foi candidato a deputado federal e obteve 234.397 votos, sendo o terceiro deputado federal mais votado em Minas Gerais.
Foi relator do Orçamento da União em 2014.
Assumiu o segundo mandato de deputado federal em 2015, tendo sido o sexto mais votado de Minas Gerais com mais de 186 mil votos.
Vinha destoando de algumas posições do PT na Câmara Federal, tais como quando foi o único deputado petista que registrou voto contrário à medida provisória que restringe o acesso ao seguro-desemprego; em 30 de junho de 2015 foi o único deputado federal do PT, que votou a favor da redução da maioridade penal (inclusive em oposição ao posicionamento dos movimentos estudantis, da qual emergiu).
Em 2015, foi o único parlamentar do seu partido, na época, a votar contra as Medidas Provisórias de ajustes fiscais 664 e 665.
Em novembro de 2015, anunciou sua saída do PT e ingressou no Partido da Mulher Brasileira (PMB).  Em 2017 ingressou no Partido Republicano da Ordem Social (PROS).
Defendeu, em 2016, a realização de novas eleições diretas e de uma Constituinte Exclusiva para a Reforma Política como forma de pacificar o país.
Em 17 de abril de 2016, votou a favor da abertura do processo de impeachment da presidente, Dilma Rousseff. Foi contrário à PEC do Teto dos Gastos Públicos e, em abril de 2017, votou contra a Reforma Trabalhista.  Em agosto de 2017 votou a favor do processo em que se pedia abertura de investigação do então Presidente Michel Temer  
Em 2018 foi reeleito deputado federal para seu terceiro mandato. Em seu novo mandato, votou contra a privatização da Eletrobrás e dos Correios; e a favor da autonomia do Banco Central. Votou contra a reforma da previdência. 
Votou a favor da PEC do Voto Impresso e da PEC dos Precatórios. Votou contra a suspensão do mandato de Wilson Santiago (PTB), acusado de corrupção. Esteve ausente em votações referentes ao aumento do fundo eleitoral e à institucionalização do orçamento secreto. 
Em 2022, foi eleito para seu quarto mandato consecutivo na Câmara dos Deputados. 

## Desempenho eleitoral
| Ano  | Eleição                   | Partido | Candidato a       | Votos   | %      | Resultado  | Ref    |
| ---- | ------------------------- | ------- | ----------------- | ------- | ------ | ---------- | ------ |
| 2000 | Municipal de Uberlândia   | PT      | Vereador          | 6.790   | 3,02%  | Eleito     | [ 19 ] |
| 2002 | Estaduais em Minas Gerais | PT      | Deputado estadual | 69.252  | 0,72%  | Eleito     | [ 20 ] |
| 2006 | Estaduais em Minas Gerais | PT      | Deputado estadual | 121.336 | 1,24%  | Eleito     | [ 21 ] |
| 2008 | Municipal de Uberlândia   | PT      | Prefeito          | 107.922 | 33,97% | Não eleito | [ 22 ] |
| 2010 | Estaduais em Minas Gerais | PT      | Deputado federal  | 234.397 | 2,50%  | Eleito     | [ 23 ] |
| 2014 | Estaduais em Minas Gerais | PT      | Deputado federal  | 186.098 | 1,84%  | Eleito     | [ 24 ] |
| 2018 | Estaduais em Minas Gerais | PROS    | Deputado federal  | 129.199 | 1,28%  | Eleito     | [ 25 ] |
| 2022 | Estaduais em Minas Gerais | PROS    | Deputado federal  | 126.214 | 1,13%  | Eleito     | [ 26 ] |